# Forlimpopoli Calcio 1928
L'A.S.D. Forlimpopoli Calcio 1928, meglio conosciuto come Forlimpopoli, è una società calcistica italiana con sede a Forlimpopoli (FC). Disputa le partite interne allo stadio comunale Filippi.
Vanta 2 partecipazioni in Prima Divisione e 10 in Serie C (di cui 8 a carattere nazionale e 2 organizzate dalla Lega Interregionale Centro), tutte ottenute tra gli anni trenta e quaranta, oltre a 9 apparizioni nel massimo campionato dilettantistico.

## Storia
La nascita del Forlimpopoli si fa risalire al 1928. Nel 1932-1933 partecipa al suo primo campionato venendo incluso nel massimo torneo regionale ed ottenendo la promozione in Prima Divisione. Dal 1933 e fino al 1948 disputa quindi la terza serie nazionale per un totale di dodici stagioni, sospendendo le attività solo in virtù della seconda guerra mondiale; nel 1943-1944 inoltre partecipa al Campionato di Alta Italia arrivando sino alle finali regionali. In questi anni il Forlimpopoli prende parte anche a 6 edizioni della Coppa Italia senza mai riuscire a superare, tuttavia, il primo turno eliminatorio. Nel 1950 la società è radiata dalla FIGC e costretta a ripartire dalle serie regionali.
Nel 1977-1978 vince il proprio girone di Promozione superando l'Argentana nello spareggio e viene promossa in Serie D (poi Interregionale), categoria in cui rimane sino al 1985; da quella stagione il Forlimpopoli non è più riuscito a riconquistare l'accesso al massimo campionato dilettantistico. Dal 2011 i bianco-azzurri militano in Promozione Emilia-Romagna.

## Colori e simboli
I colori ufficiali del Forlimpopoli sono il bianco e l'azzurro. Il simbolo del club è invece il gallo.

## Palmarès

### Competizioni regionali
- Promozione: 1

1977-1978 (girone A)

### Altri piazzamenti
- Prima Divisione:

Terzo posto: 1933-1934 (girone D)

## Statistiche e record

### Partecipazione ai campionati nazionali
| Livello | Categoria       | Partecipazioni | Debutto   | Ultima stagione | Totale |
| ------- | --------------- | -------------- | --------- | --------------- | ------ |
| 3°      | Prima Divisione | 2              | 1933-1934 | 1934-1935       | 12     |
| 3°      | Serie C         | 10             | 1935-1936 | 1947-1948       | 12     |
| 4°      | Promozione      | 2              | 1948-1949 | 1949-1950       | 2      |
| 5°      | Serie D         | 3              | 1978-1979 | 1980-1981       | 7      |
| 5°      | Interregionale  | 4              | 1981-1982 | 1984-1985       | 7      |